# Antonio Stornaiolo
Antonio Stornaiolo (né à Naples le 8 avril 1961) est un acteur italien.